# Miccolamia yakushimensis
Miccolamia yakushimensis är en skalbaggsart som beskrevs av Hasegawa och N. Ohbayashi 2001. Miccolamia yakushimensis ingår i släktet Miccolamia och familjen långhorningar. Inga underarter finns listade i Catalogue of Life.